# 加泰罗尼亚语方言

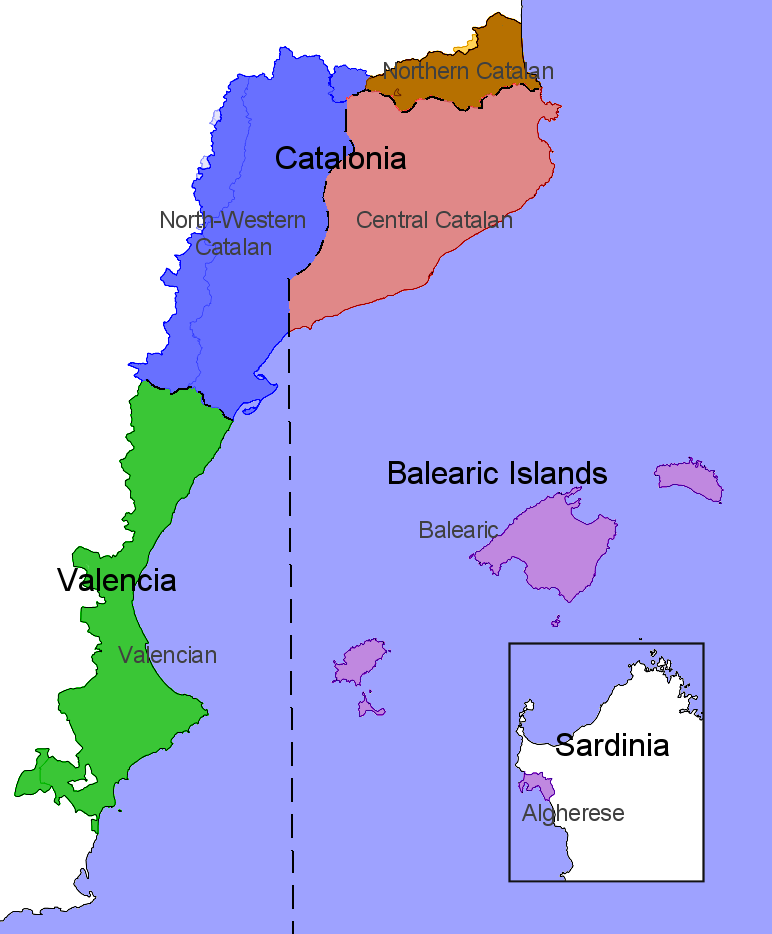
加泰罗尼亚语主要方言区

加泰罗尼亚语方言在词汇、语义、句法、词法和音系上存在显著的相似性。方言间的互通度相当高，约在90%至95%。阿尔盖罗方言与其他方言有着更大的隔阂。

## 概况
1861年，语言学家Manuel Milà i Fontanals将加泰罗尼亚语分为东西两个主要方言区。两者间最主要的差别是非重读的a和e的演变，在东部合流为/ə/，在西部则维持着/a/和/e/的对立。在具体的发音、动词词法和词汇上也存在一些差别。
西部方言包含西北方言和巴伦西亚语两种次方言，东部方言包含三或四种次方言：中部方言、北部方言和岛屿方言（巴利阿里方言和阿尔盖罗方言）。每个次方言还能细分出更细的口音。
分别有基于东西部方言的两种标准口音：
- 在加泰罗尼亚，加泰罗尼亚研究所（IEC）推广的标准语以使用人数较多的加泰罗尼亚语中部方言为基础，[8]覆盖了巴塞罗那省人口密度较大的区域、塔拉戈那省东部及赫罗纳省大部。[8]
- 在巴伦西亚自治区，巴伦西亚语言学会接受了庞佩乌·法布拉的提议，基于巴伦西亚语南部方言制定标准语。其使用者人数少于中部方言，[10]不过南部方言受西班牙语影响更小。其分布于巴伦西亚省南部和阿利坎特省北部的甘迪亚、阿尔科伊和哈蒂瓦等市。

巴伦西亚人自称说加泰罗尼亚语的人数仅次于加泰罗尼亚人，约占全部加泰罗尼亚语人口的三分之一。因此，在语言冲突的背景下，承认和尊重加泰罗尼亚语和瓦伦西亚语共存，可以平息加泰罗尼亚和瓦伦西亚社区之间紧张的中央地方关系。
| 方言区 | 西部                                        | 西部                 | 东部                                     | 东部         | 东部                | 东部             |
| 方言   | 加泰罗尼亚语西北方言                        | 巴伦西亚语           | 中                                       | 巴利阿里方言 | 北                  | 阿尔盖罗方言     |
| 区域   | 西班牙、安道尔                              | 西班牙               | 西班牙                                   | 西班牙       | 法国                | 意大利           |
| 区域   | 安道尔、莱里达省、塔拉戈纳省西部、La Franja | 巴伦西亚自治区Carche | 巴塞罗那省、塔拉戈纳省东部、赫罗纳省大部 | 巴利阿里群岛 | 鲁西永/北加泰罗尼亚 | 撒丁岛的阿尔盖罗 |

## 音系

### 元音
加泰罗尼亚语有着典型通俗拉丁语后裔的元音音系，有7个重读元音：/a ɛ e i ɔ o u/，在西罗曼语支中见于西班牙语、阿斯图里亚语和阿拉贡语以外的绝大多数语言。巴利阿里方言也有重读的/ə/。方言间元音弱化的程度不同。
加泰罗尼亚语东部方言（除马略卡岛方言外）的非重读元音减少到了3个：/a e ɛ/ → [ə]；/o ɔ u/ → [u]；/i/没有参与合流。有些词里面残有没有参与合流的[e]、[o]。阿尔盖罗方言的[ə]低化到了[a]，与巴塞罗那都市圈的东部方言相似，但后者保持了两者的对立：[ɐ] vs. [a]。
马略卡方言中，非重度元音减少到了4个：/a e ɛ/，这与东部方言的模式相同；但/o ɔ/则合流为[o]，/u/没有参与合流，如西部方言。
[加泰罗尼亚语西部方言]]中，非重读元音减少到了5个：/e ɛ/ → [e]；/o ɔ/ → [o]；而/a u i/没有合流。这样的合流模式继承自原始罗曼语，也见于意大利语和葡萄牙语。一些西部方言的合流更为激进。
中、西部方言和巴利阿里方言对重读的/e/和/ɛ/的反映有所不同。中部方言的/ɛ/一般对应巴利阿里方言的/ə/和西部方言的/e/。巴利阿里方言的/e/一般对应中部和西部方言的/e/。因此，西部方言的/e/出现得相当频繁。
| 词汇   | 西     | 东     | 东     | 东     |
| 词汇   | 西     | 马略卡 | 中     | 北     |
| ------ | ------ | ------ | ------ | ------ |
| “渴”   | /ˈset/ | /ˈsət/ | /ˈsɛt/ | /ˈset/ |
| “他卖” | /ˈven/ | /ˈvən/ | /ˈbɛn/ | /ˈven/ |

| 词汇 | 西         | 西         | 东         | 东         | 东         | 东 |
| 词汇 | 西北       | 巴伦西亚   | 马略卡     | 中         | 北         |    |
| ---- | ---------- | ---------- | ---------- | ---------- | ---------- | -- |
| “母” | /ˈmaɾe/    | /ˈmaɾe/    | /ˈmaɾə/    | /ˈmaɾə/    | /ˈmaɾə/    |    |
| “歌” | /kanˈso/   | /kanˈso/   | /kənˈso/   | /kənˈso/   | /kənˈsu/   |    |
| “放” | /poˈza(ɾ)/ | /poˈza(ɾ)/ | /poˈza(ɾ)/ | /puˈza(ɾ)/ | /puˈza(ɾ)/ |    |
| “铁” | /ˈfɛro/    | /ˈfɛro/    | /ˈfɛro/    | /ˈfɛru/    | /ˈfɛru/    |    |

|        | 词对： 第一个词的词根重读， 第二个不重读    | 西                  | 东                  | 东                  | 东                  |
| 马略卡 | 词对： 第一个词的词根重读， 第二个不重读    | 西                  | 中                  | 北                  |                     |
| ------ | ------------------------------------------- | ------------------- | ------------------- | ------------------- | ------------------- |
| 前元音 | “冰” “冰激凌”                               | [ˈdʒɛl] [dʒeˈlat]   | [ˈʒɛl] [ʒəˈlat]     | [ˈʒɛl] [ʒəˈlat]     | [ˈʒel] [ʒəˈlat]     |
| 前元音 | “梨” “梨树”                                 | [ˈpeɾa] [peˈɾeɾa]   | [ˈpəɾə] [pəˈɾeɾə]   | [ˈpɛɾə] [pəˈɾeɾə]   | [ˈpeɾə] [pəˈɾeɾə]   |
| 前元音 | “石” “采石场”                               | [ˈpeðɾa] [peˈðɾeɾa] | [ˈpeðɾə] [pəˈðɾeɾə] | [ˈpeðɾə] [pəˈðɾeɾə] | [ˈpeðɾə] [pəˈðɾeɾə] |
| 前元音 | “他洗澡” “我们洗澡” 马略卡方言： “我们洗澡” | [ˈbaɲa] [baˈɲem]    | [ˈbaɲə] [bəˈɲam]    | [ˈbaɲə] [bəˈɲɛm]    | [ˈbaɲə] [bəˈɲem]    |
| 后元音 | “东西” “小东西”                             | [ˈkɔza] [koˈzeta]   | [ˈkɔzə] [koˈzətə]   | [ˈkɔzə] [kuˈzɛtə]   | [ˈkozə] [kuˈzetə]   |
| 后元音 | “所有的” “总共”                             | [ˈtot] [toˈtal]     | [ˈtot] [toˈtal]     | [ˈtot] [tuˈtal]     | [ˈtut] [tuˈtal]     |

## 词法
西部方言中，动词的第一人称现在时陈述语气后缀是（二三类变形无后缀）或。
例如，、（巴伦西亚语）；、（西北方言）。
东部方言中，动词的第一人称现在时陈述语气后缀是、或（不分变形类别）。
例如，（中部）、（巴利阿里）、（北部）“我说”。
| 词变形类 | 东 | 东 | 东       | 西       | 西   | 词义            |
| 词变形类 | 中 | 北 | 巴利阿里 | 巴伦西亚 | 西北 | 词义            |
| -------- | -- | -- | -------- | -------- | ---- | --------------- |
| 一       |    |    |          |          |      | “我说”          |
| 二       |    |    |          |          |      | “我怕”          |
| 三       |    |    |          |          |      | “我觉得/我听到” |

西部方言表始动词后缀是/、；
东部方言表始动词后缀是。
西部方言中，倒数第三音节重读的名词和形容词，其中世复数的/n/得到保留。
如“人们”，“青年人”。
东部方言中，倒数第三音节重读的名词和形容词，其中世复数的/n/消失了。
如“人们”，{{lang|ca|joves}“青年人”。

## 词汇
两个主要方言区的词汇总体上看相当地一致，但有些词存在差异。这差异主要是由于某一方保留了古语中的用法，而另一方没有所造成的。中部方言往往是有创新的那一方。
| 词义     | 镜子 | 男孩 | 扫帚 | 肚脐 | 退出 |
| -------- | ---- | ---- | ---- | ---- | ---- |
| 东部方言 |      |      |      |      |      |
| 西部方言 |      |      |      |      |      |

## 海岛加泰罗尼亚语
海岛加泰罗尼亚语可以指：
- 巴利阿里方言，主要分布在伊维萨岛、马略卡岛和梅诺卡岛。
- 阿尔盖罗方言，分布在意大利撒丁岛的阿尔盖罗。

## 大陆加泰罗尼亚语
大陆加泰罗尼亚语可以指：
- 北-东部方言、中-东部方言和西北部方言，都位于加泰罗尼亚

## 书目
- Carbonell, Joan F.; Llisterri, Joaquim. . . Cambridge: Cambridge University Press. 1999: 54–55. ISBN 978-0-521-63751-0.
- Feldhausen, Ingo. . John Benjamins B.V. 2010  [2023-02-14]. ISBN 978-90-272-5551-8. （原始内容存档于2024-04-27）.
- Wheeler, Max. . Oxford: Oxford University Press. 2005. ISBN 978-0-19-925814-7.
- Costa Carreras, Joan; Yates, Alan. . Instutut d'Estudis Catalans & Universitat Pompeu Fabra & Jonh Benjamins B.V. 2009. ISBN 978-90-272-3264-9.
- Moll, Francesc de B.  Catalan. Universitat de València. 2006 [1958]. ISBN 978-84-370-6412-3 （Catalan）.
- Recasens, Daniel.  2nd. Barcelona: Institut d'Estudis Catalans. 1996. ISBN 9788472833128.
- Melchor, Vicent de; Branchadell, Albert. . Bellaterra: Universitat Autònoma de Barcelona. 2002  [2023-02-14]. ISBN 84-490-2299-1. （原始内容存档于2024-04-27） （Spanish）.
- Ferrater;  et al. .  4 1977, corrected. Barcelona: Enciclopèdia Catalana. 1973: 628–639. ISBN 84-85-194-04-7 （Catalan）.